# Rhaphium mcveighi
Rhaphium mcveighi är en tvåvingeart som beskrevs av Grichanov 1995. Rhaphium mcveighi ingår i släktet Rhaphium och familjen styltflugor. Inga underarter finns listade i Catalogue of Life.